# Corticarina hancocki
Corticarina hancocki es una especie de coleóptero de la familia Latridiidae.

## Distribución geográfica
Habita en Kenia.